# Shōta Sometani
Shōta Sometani est un acteur japonais né le 3 septembre 1992 à Tokyo.

## Filmographie partielle

### Cinéma
- 2002 : Ping pong (ピンポン, Pinpon?) de Fumihiko Sori
- 2004 : Jigoku kozō
- 2004 : Devilman : Susumu
- 2006 : Death File
- 2007 : Death File 2
- 2008 : Namida tsubo : Yusuke
- 2008 : Fure fure shōjo : Akira Tamura
- 2009 : Tentai shosetsu: Otsuzakura gakuensai 2
- 2009 : Pandora no hako : Hibari
- 2010 : Yuriko no aroma : Tetsuya
- 2010 : Mobadora Vol. 2 4x4 : Ryo
- 2010 : Awaremi mumashika : le lycéen
- 2010 : Tokyo-jima
- 2010 : Usotsuki Mi-kun to kowareta Ma-chan : Mii-kun
- 2011 : Azemichi no Dandi : Kota
- 2011 : Tokyo Park : Hiro Takai
- 2011 : Antoki no Inochi : Nobuo Yamaki
- 2011 : Himizu : Yuichi
- 2011 : Koi ni itaru yamai : Maru
- 2012 : Always : Crépuscule sur la troisième rue : Kenji
- 2012 : Ikiterumono wa inainoka
- 2012 : Sadako 3D : Enoki
- 2012 : Les Enfants loups, Ame et Yuki : Tanabe-sensei
- 2012 : Sennen no yuraku
- 2012 : Tenchi meisatsu
- 2012 : Su-chan, Mai-chan, Sawako-san
- 2012 : Lesson of the Evil : Keisuke Hayami
- 2013 : Sutoroberi naito
- 2013 : No Otoko : Shimura
- 2013 : Intamisshon
- 2013 : Mememe no kurage
- 2013 : Real : l'assistant d'Atsumi
- 2013 : Kiyosu kaigi : Ranmaru Mori
- 2013 : Touching the Skin of Eeriness : Chihiro
- 2013 : Kamikaze, le dernier assaut : Oishi
- 2014 : The Snow White Murder Case : Hasegawa
- 2014 : Wood Job! : Yuki Hirano
- 2014 : Doraibuin Gamou : Toshiya Gamo
- 2014 : Tokyo Tribe : MC Show
- 2014 : Budo no namida : Roku
- 2014 : Sayonara kabukicho : Toru Takahashi
- 2014 : Kamisama no iu tōri : Satake
- 2014 : Kiseijuu : Shin'ichi Izumi
- 2015 : Kiseijuu: Kanketsuhen : Shin'ichi Izumi
- 2015 : Soredake
- 2015 : Sutoreiyazu kuronikuru : Manabu
- 2015 : Le Garçon et la Bête : Kyuta
- 2015 : The Virgin Psychics : Yoshiro Kamogawa
- 2015 : Bakuman : Eiji Niizuma
- 2015 : Sensei to mayoi neko
- 2015 : Dia dia
- 2015 : Haiyu Kameoka Takuji : Yokota
- 2016 : Satoshi no seishun
- 2016 : Kaizoku to yobareta otoko : Yoshio Hasebe
- 2017 : Pakusu : Tokio
- 2017 : 3-gatsu no raion zenpen : Nikaido Harunobu
- 2017 : 3-gatsu no raion kouhen : Nikaido Harunobu
- 2017 : Poncho ni yoake no kaze haramasete : Nakata
- 2017 : Legend of the Demon Cat : Kūkai
- 2017 : Invasion (予兆 散歩する侵略者, Yochō: Sanpo suru shinryakusha?) : Tetsuo
- 2018 : Panku-zamurai, kirarete soro : Makobee Makubo
- 2018 : And Your Bird Can Sing : Shizuo
- 2018 : Nakimushi Shottan no kiseki : Kohei Murata
- 2019 : Samurai marason : Hironoshin Uesugi
- 2019 : First Love, le dernier yakuza : Kase
- 2019 : Parallel World Love Story : Tomohiko Miwa
- 2019 : Au bout du monde : Yoshioka
- 2019 : Shiraisan : Hideaki Watanabe
- 2019 : Saisho no Bansan : Rintaro Azuma
- 2020 : Runway : Akechi
- 2021 : Tang ren jie tan an 3 : Murata Akira
- 2021 : Belle : Shinjiro Chikami
- 2022 : Daikaiju no atoshimatsu : Denki Mukogawa
- 2022 : Suzume : Minoru Okabe
- 2023 : Lumberjack the Monster : Kuro Sugitani

### Télévision
- 2007 : Seito Shokun! : Tamai Yoshihisa (10 épisodes)
- 2009 : Koishite akuma: Vanpaia boi : Nobuteru Oda (10 épisodes)
- 2010 : Ryōmaden : Toyonori Yamauchi (2 épisodes)
- 2012 : O-Parts : Yuma (4 épisodes)
- 2013 : XxxHOLiC : Kimihiro Watanuki (8 épisodes)
- 2013 : Minna! Esupa dayo! : Yoshiro Kamogawa (12 épisodes)
- 2014 : Mozu (10 épisodes)
- 2016 : Hibana : Ogata (10 épisodes)
- 2017 : Yocho: Sango suru Shinryakusha (5 épisodes)
- 2018 : Les Vacances de Jésus et Bouddha : Gutama Buddha
- 2020 : Kikenna Venus : Akito Yagami (10 épisodes)